# Интеррекс (Польша)
Интерре́кс (лат. interrex — буквально «междуцарь», «междукороль») — временный глава Речи Посполитой в периоды междуцарствия («бескоролевья»).
Интеррекс представлял страну в международных отношениях, решал вопросы войны и мира. Руководил государственной администрацией. Созывал и возглавлял сеймы — конвокационный, подводящий итоги предыдущего царствования, и элекционный, проводящий выборы нового монарха; заявлял об избрании короля.
В Польше интеррексами были католические епископы — примасы Польши и Литвы. Только один раз, в 1674 году, заместителем больного примаса был архиепископ краковский.

## Список интеррексов
- 1572—1573 — Якуб Уханьский
- 1575—1576 — Якуб Уханьский
- 1586—1587 — Станислав Карнковский
- 1632—1633 — Ян Венжик
- 1648 — Мацей Лубеньский
- 1668—1669 — Николай Пражмовский
- 1673—1674 — Казимеж Флориан Чарторыский
- 1674 — Анджей Тжебицкий
- 1696—1697 — Михал Радзеёвский
- 1704—1705 — Михал Радзеёвский
- 1733—1734 — Теодор Потоцкий
- 1763—1764 — Владислав Александер Лубеньский